# Partido dos Socialistas e Democratas
O Partido dos Socialistas e Democratas (em italiano: Partito dei Socialisti e dei Democratici, PSD) é um partido social-democrata e socialista democrático em São Marino. É membro da Internacional Socialista e o seu homólogo italiano actual é o Partido Democrático.
O PSD foi formado em 2005 pela fusão do Partido Socialista de São Marino (PSS), o partido político mais antigo do país e o Partido dos Democratas (PD). 
O Partido Socialista de São Marino (em italiano: Partito Socialista Sammarinese, PSS) foi um partido político socialista e, posteriormente, social-democrata em São Marino. O seu homólogo italiano foi o Partido Socialista Italiano e estava afiliada na Internacional Socialista.
O PSS governou há muito tempo como o parceiro em governos de coligação com o Partido Democrata Cristão de São Marino, enquanto o PD teve suas origens no Partido Comunista de São Marino.

## Resultados eleitorais

### Eleições legislativas
| Data                  | CI.                 | Votos               | %                   | +/-                 | Deputados           | +/-                 | Status              |
| --------------------- | ------------------- | ------------------- | ------------------- | ------------------- | ------------------- | ------------------- | ------------------- |
| 1920                  | 2.º                 | 697                 | 29,6 / 100,0        |                     | 18 / 60             |                     | Oposição            |
| Banido de 1923 a 1945 |                     |                     |                     |                     |                     |                     |                     |
| 1945                  | Comité da Liberdade | Comité da Liberdade | Comité da Liberdade | Comité da Liberdade | Comité da Liberdade | Comité da Liberdade | Comité da Liberdade |
| 1949                  | Comité da Liberdade | Comité da Liberdade | Comité da Liberdade | Comité da Liberdade | Comité da Liberdade | Comité da Liberdade | Comité da Liberdade |
| 1951                  | 3.º                 | 985                 | 22,1 / 100,0        |                     | 13 / 60             |                     | Governo             |
| 1955                  | 3.º                 | 1 338               | 25,5 / 100,0        | 3,4                 | 16 / 60             | 3                   | Governo             |
| 1959                  | 4.º                 | 878                 | 13,8 / 100,0        | 11,7                | 8 / 60              | 8                   | Oposição            |
| 1964                  | 4.º                 | 1 354               | 10,7 / 100,0        | 3,1                 | 6 / 60              | 2                   | Oposição            |
| 1969                  | 4.º                 | 1 544               | 11,9 / 100,0        | 1,2                 | 7 / 60              | 1                   | Oposição            |
| 1974                  | 4.º                 | 1 914               | 13,9 / 100,0        | 2,0                 | 8 / 60              | 1                   | Governo             |
| 1978                  | 3.º                 | 2 077               | 13,8 / 100,0        | 0,1                 | 8 / 60              | Estável             | Governo             |
| 1983                  | 3.º                 | 2 490               | 14,8 / 100,0        | 1,0                 | 9 / 60              | 1                   | Governo             |
| 1988                  | 4.º                 | 2 266               | 11,1 / 100,0        | 3,7                 | 7 / 60              | 2                   | Oposição            |
| 1993                  | 2.º                 | 5 167               | 23,7 / 100,0        | 12,6                | 14 / 60             | 7                   | Oposição            |
| 1998                  | 2.º                 | 5 064               | 23,2 / 100,0        | 0,5                 | 14 / 60             | Estável             | Oposição            |
| 2001                  | 2.º                 | 5 269               | 24,2 / 100,0        | 1,0                 | 15 / 60             | 1                   | Oposição            |
| 2006                  | 2.º                 | 7 017               | 31,8 / 100,0        | 7,6                 | 20 / 60             | 5                   | Governo             |
| 2008                  | 1.º                 | 6 703               | 32,0 / 100,0        | 0,2                 | 18 / 60             | 2                   | Oposição            |
| 2012                  | 2.º                 | 2 832               | 14,3 / 100,0        | 17,7                | 10 / 60             | 8                   | Governo             |
| 2016                  | 7.º                 | 1 496               | 7,7 / 100,0         | 6,6                 | 3 / 60              | 7                   | Oposição            |